# Cantone di Saint-Antonin-Noble-Val
Il Cantone di Saint-Antonin-Noble-Val era una divisione amministrativa dell'arrondissement di Montauban.
È stato soppresso a seguito della riforma complessiva dei cantoni del 2014, che è entrata in vigore con le elezioni dipartimentali del 2015.
Comprendeva i comuni di:
- Castanet
- Cazals
- Féneyrols
- Ginals
- Laguépie
- Parisot
- Saint-Antonin-Noble-Val
- Varen
- Verfeil